# 5. Kongresswahlbezirk von Virginia
Der fünfte Kongresswahlbezirk von Virginia ist ein Kongressdistrikt der Vereinigten Staaten im Commonwealth of Virginia. Er ist der größte Bezirk Virginias mit einer Fläche von 26.368,7 km² und ist flächenmäßig größer als sechs US-Bundesstaaten (Vermont, New Jersey, Rhode Island, Connecticut, Delaware und New Hampshire). Der fünfte Distrikt umfasst Countys in der Piedmont- und Blue Ridge-Region, die sich vertikal durch den Staat von der Grenze zwischen Virginia und North Carolina über 250 Meilen bis zum Fauquier County in Nord-Virginia, westlich von Washington, D.C., erstreckt.
Der erste Vertreter des Bezirks im Kongress war James Madison, der James Monroe bei den ersten Kongresswahlen des Bezirks besiegte. Madison und Monroe sollten später als 4. und 5. Präsident der Vereinigten Staaten dienen. Der aktuelle Kongressabgeordnete ist der Republikaner Bob Good. Historisch gesehen war der 5. einer der ersten Bezirke Virginias, der bei den Präsidentschaftswahlen republikanisch wurde – im Gegensatz zum 6., wo der entscheidende Faktor das Ticket-Splitting durch die Demokraten der Byrd-Organisation war, war hier der entscheidende Faktor das Wachstum des Mittelklasse-Republikanismus in der Metropolregion Charlottesville. Zu diesen gesellte sich im Jahrzehnt vor dem Voting Rights Act ein erheblicher Teil der begrenzten und fast ausschließlich weißen Wählerschaft Virginias, die konservative Positionen zu den Bürgerrechten der Schwarzen bevorzugten. Der Bezirk war einer von zwei in Virginia, die 1968 dem Rassentrenner George Wallace eine Mehrheit gaben, und hat seit Harry S. Truman nie einen Demokraten bei der Wahl zum Präsidenten unterstützt.
Allerdings wurde der Bezirk im Kongress durchgehend von eher konservativen Demokraten vertreten, bis Virgil Goode die Partei wechselte, zunächst zu den Unabhängigen und dann zu den Republikanern. Im Jahr 2008 besiegte der Demokrat Tom Perriello Goode mit erheblicher demokratischer Unterstützung durch die Obama-Kampagne in den Wahlkreisen. Der Republikaner Robert Hurt besiegte Perriello im Jahr 2010 und trat drei Amtszeiten an. Der Republikaner Tom Garrett wurde 2016 gewählt und diente eine Amtszeit. Danach wählte der Bezirk 2018 den Republikaner Denver Riggleman, der eine weitere Amtszeit absolvierte. Dann wählte der Bezirk den Republikaner Bob Good im Jahr 2020 und dessen Parteikollegen John McGuire im Jahr 2024.

## Demografie
Laut den Voter Profile Tools des APM Research Lab (mit dem 2019 durchgeführten American Community Survey des U.S. Census Bureau) enthält der Distrikt etwa 580.000 potenzielle Wähler (Bürger, Alter 18+). Von diesen sind 75 % weiß und 20 % schwarz. Einwanderer machen 3 % der potenziellen Wähler des Distrikts aus. Das mittlere Einkommen der Haushalte (mit einem oder mehreren potenziellen Wählern) im Bezirk liegt bei etwa 57.700 Dollar, während 12 % der Haushalte unterhalb der Armutsgrenze leben. Was das Bildungsniveau der potenziellen Wähler im Bezirk angeht, so haben 12 % der 25-Jährigen und Älteren keinen High-School-Abschluss, während 27 % einen Bachelor-Abschluss oder einen höheren Abschluss haben.

## Abgedeckte Fläche
Sie umfasst alle oder einen Teil der folgenden politischen Untereinheiten:

### Countys
Die Gesamtmenge von:
- Albemarle County
- Appomattox County
- Brunswick County
- Buckingham County
- Campbell County
- Charlotte County
- Cumberland County
- Fluvanna County
- Franklin County
- Greene County
- Halifax County
- Lunenburg County
- Madison County
- Mecklenburg County
- Nelson County
- Pittsylvania County
- Prince Edward County
- Rappahannock County

Teile von:
- Bedford County
- Fauquier County
- Henry County

### Städte
- Charlottesville (Hauptstandort der University of Virginia)
- Danville
- Farmville

## Letzte Wahlergebnisse

### 2008
Wahl im 5. Kongressbezirk von Virginia im November 2008
| Kandidat          | Partei       | Stimmzahl | Stimmanteil |
| ----------------- | ------------ | --------- | ----------- |
| Tom Perriello     | Demokraten   | 158 810   | 50,1 %      |
| Virgil Goode      | Republikaner | 158 083   | 49,9 %      |
| andere Kandidaten |              | 183       | 0,1 %       |
| Gesamtstimmanzahl |              | 317 076   |             |

### 2010
Wahl im 5. Kongressbezirk von Virginia, November 2010
| Kandidat          | Partei       | Stimmzahl | Stimmanteil |
| ----------------- | ------------ | --------- | ----------- |
| Robert Hurt       | Republikaner | 119 560   | 50,8 %      |
| Tom Perriello     | Demokraten   | 110 562   | 47,0 %      |
| Jeffrey Clark     | unabhängig   | 4 992     | 2,1 %       |
| andere Kandidaten |              | 185       | 0,1 %       |
| Gesamtstimmanzahl |              | 235 299   |             |

### 2012
Wahl im 5. Kongressbezirk von Virginia, November 2012
| Kandidat            | Partei       | Stimmzahl | Stimmanteil |
| ------------------- | ------------ | --------- | ----------- |
| Robert Hurt         | Republikaner | 193 009   | 55,4 %      |
| John Douglass       | Demokraten   | 149 214   | 42,9 %      |
| Kenneth Hildebrandt | unabhängig   | 5 500     | 1,6 %       |
| andere Kandidaten   |              | 499       | 0,1 %       |
| Gesamtstimmanzahl   |              | 348 222   |             |

### 2014
Wahl im 5. Kongressbezirk von Virginia, November 2014
| Kandidat                | Partei       | Stimmzahl | Stimmanteil |
| ----------------------- | ------------ | --------- | ----------- |
| Robert Hurt             | Republikaner | 124 735   | 60,9 %      |
| Walter Lawrence Gaughan | Demokraten   | 73 482    | 35,9 %      |
| Paul Jones              | Libertäre    | 4 298     | 2,1 %       |
| Kenneth Hildebrandt     | unabhängig   | 2 209     | 1,1 %       |
| andere Kandidaten       |              | 224       | 0,1 %       |
| Gesamtstimmanzahl       |              | 204 948   |             |

### 2016
Wahl im 5. Kongressbezirk von Virginia, November 2016
| Kandidat          | Partei       | Stimmzahl | Stimmanteil |
| ----------------- | ------------ | --------- | ----------- |
| Tom Garrett       | Republikaner | 207 758   | 58,2 %      |
| Jane Dittmar      | Demokraten   | 148 339   | 41,6 %      |
| andere Kandidaten |              | 668       | 0,2 %       |
| Gesamtstimmanzahl |              | 356 765   |             |

### 2018
Wahl im 5. Kongressbezirk von Virginia, November 2018
Die Wahl fand am Dienstag, den 6. November 2018, statt. Der Republikaner Denver Riggleman gewann die Wahl. Der Amtsinhaber, Tom Garrett, trat nicht zur Wiederwahl an.
| Kandidat          | Partei       | Stimmzahl | Stimmanteil |
| ----------------- | ------------ | --------- | ----------- |
| Denver Riggleman  | Republikaner | 165 339   | 53,18 %     |
| Leslie Cockburn   | Demokraten   | 145 040   | 46,65 %     |
| andere Kandidaten |              | 547       | 0,18 %      |
| Gesamtstimmanzahl |              | 310 926   | 100 %       |

### 2020
Wahl im 5. Kongressbezirk von Virginia, November 2020
Der Republikaner Bob Good besiegte Dr. Cameron Webb bei den Parlamentswahlen im November am Dienstag, den 3. November 2020.
| Kandidat          | Partei       | Stimmzahl | Stimmanteil |
| ----------------- | ------------ | --------- | ----------- |
| Bob Good          | Republikaner | 210 988   | 52,6 %      |
| Cameron Webb      | Demokraten   | 190 315   | 47,4 %      |
| Gesamtstimmanzahl |              | 401 303   | 100,0 %     |

## Historische Grenzen des Bezirks

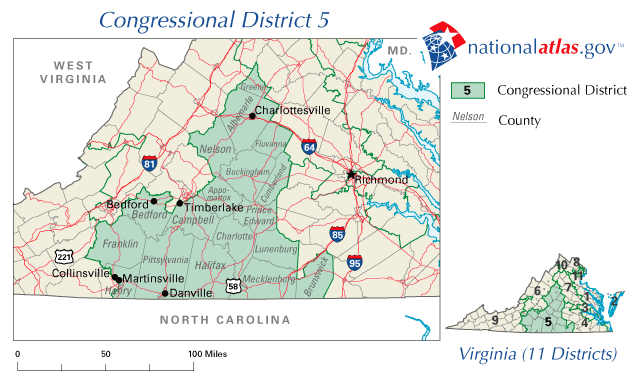
2003–2013